# 帕拉莫蒂
帕拉莫蒂（葡萄牙語：Paramoti）是巴西塞阿拉州的一个市镇。总面积482.648平方公里，总人口11500人，人口密度23.8人/平方公里。